# Zintegrowany system taryfowo-biletowy
Zintegrowany system taryfowo-biletowy – rozwiązanie polegające na umożliwieniu wykorzystywania przez pasażera biletu, uprawniającego do korzystania z różnych środków transportu na obszarze właściwości organizatora publicznego transportu zbiorowego.